# Don't Look Now (film)
Don't Look Now is een Brits-Italiaanse thrillerfilm door Nicolas Roeg uit 1973. De film is gebaseerd op het gelijknamige verhaal van Daphne du Maurier en geregisseerd door Nicolas Roeg. De hoofdrollen worden vertolkt door Donald Sutherland en Julie Christie.
Don't Look Now werd oorspronkelijk uitgebracht als double bill met The Wicker Man.

## Verhaal
Een Engels echtpaar, John en Laura, wordt geconfronteerd met de verdrinking van hun dochter. Om hun verlies te verwerken vertrekken ze naar Venetië waar John meehelpt aan de restauratie van een kerk.
Hier komt Laura in contact met twee zussen van wie er één blind is en beweert helderziend te zijn. Deze laatste zegt contact te hebben met hun overleden dochter. Terwijl Laura steeds meer in de macht van de twee zussen komt, denkt John zijn dochter steeds vaker te zien.
Ondertussen is er een seriemoordenaar actief in de stad.

## Rolverdeling
| Acteur            | Personage           |
| ----------------- | ------------------- |
| Donald Sutherland | John Baxter         |
| Julie Christie    | Laura Baxter        |
| Hilary Mason      | Heather             |
| Clelia Matania    | Wendy               |
| Massimo Serato    | Bisschop Barbarrigo |
| Renato Scarpa     | Inspecteur Longhi   |
| Leopoldo Trieste  | Hotelmanager        |
| David Tree        | Anthony Babbage     |
| Ann Rye           | Mandy Babbage       |
| Sharon Williams   | Christine Baxter    |
| Nicholas Salter   | Johnny Baxter       |
| Adelina Poerio    | Dwerg               |

## Analyse
Deze thriller is een van Roegs meest beroemde films. 
In Don't Look now filmt Roeg Venetië op een bizarre manier: een donkere natte stad waar het altijd regent. Vol smalle gangetjes, duistere zwarte gebouwen, vreemde hoeken en krappe poortjes. Een soort labyrint dat de verwarde psychologie van het echtpaar verbeeldt.
Alle vaste elementen van Roegs regie zijn aanwezig in deze suggestieve psychologische horrorfilm. De verdrinkingsscène in het begin en een vrijscène halverwege de film zijn inmiddels klassiek geworden. Deze vrijscène is een voorbeeld van cross-time editing: je ziet het echtpaar hevig vrijen, deze beelden worden afgewisseld met beelden waarin het echtpaar zich weer aankleedt. Twee gebeurtenissen op verschillende tijdstippen worden door elkaar gemonteerd, waardoor er een verwarrend effect ontstaat.